# At the Cat's Cradle, 1992
At the Cat's Cradle, 1992 är det amerikanska rockbandet Weens sjätte livealbum, släppt den 25 november 2008. Till skillnad från andra livealbum av Ween är låtarna från endast en konsert. Konserten som är inspelad på albumet är från den 9 december 1992. Albumet innehåller även en bonus DVD.
AllMusic kritikern Stephen Thomas Erlewine gav albumet 3.5 av 5 i betyg.

## Låtlista
Alla låtar skrevs av Ween.
CD
1. "Big Jilm" - 3:36
2. "Never Squeal on th' Pusher" - 2:59
3. "Captain Fantasy" - 4:38
4. "Tick" - 2:24
5. "Pork Roll Egg and Cheese"- 3:25
6. "Cover It with Gas and Set It on Fire" - 2:10
7. "The Goin' Gets Tough from the Getgo" - 2:55
8. "Don't Get 2 Close (2 My Fantasy)" - 5:12
9. "Nan" - 3:43
10. "Marble Tulip Juicy Tree" - 6:02
11. "Ode to Rene" - 2:47
12. "Mango Woman" - 3:11
13. "El Camino" - 2:57
14. "Demon Sweat" - 5:07
15. "You Fucked Up" - 2:14
16. "Old Queen Cole" - 2:08
17. "Papa Zit" - 1:39
18. "Buckingham Green" - 7:47
19. "Birthday Boy" - 2:25
20. "Fat Lenny" - 3:10
21. "Reggaejunkiejew" - 6:26

DVD
1. "Captain Fantasy" - 4:36
2. "You Fucked Up" - 1:38
3. "Tick" - 1:48
4. "Boing" - 2:04
5. "Listen to the Music" - 1:27
6. "Don't Get 2 Close (2 My Fantasy)" - 3:56
7. "Cover It with Gas and Set It on Fire" - 2:18
8. "Seconds" - 2:03
9. "Marble Tulip Juicy Tree" - 5:25
10. "Gladiola Heartbreaker" - 2:04
11. "Common Bitch" - 1:59
12. "The Goin' Gets Tough from the Getgo" - 2:24
13. "Reggaejunkiejew" - 6:18
14. "Old Queen Cole" - 1:49
15. "Shalom Absalom" - 1:50
16. "Don't Laugh (I Love You)" - 1:41
17. "Mountain Dew" - 6:11